# Catastrophe nucléaire de Kychtym
La catastrophe de Kychtym est une contamination radioactive qui s'est produite le 29 septembre 1957 à la suite d'une explosion au complexe nucléaire Maïak, une usine de retraitement de combustible nucléaire située dans la ville fermée d'Oziorsk en Union soviétique, dans l'actuelle Russie.
Classée rétroactivement au niveau 6 sur l'échelle internationale des événements nucléaires, c'est, après la catastrophe de Tchernobyl et celle de Fukushima, le troisième plus grave accident nucléaire jamais connu,.

## Dénomination
La catastrophe a été nommée d'après la ville de Kychtym, seule ville proche connue et visible sur les cartes géographiques accessibles en raison du secret maintenu par les Soviétiques sur les activités du complexe nucléaire Maïak, au sein duquel l'accident a eu lieu.
L'existence même d'Oziorsk, ville nucléaire fermée située dans l'oblast de Tcheliabinsk, au sud de l'Oural, a été tenue secrète. La ville d'Oziorsk, qui abrite le complexe militaro-industriel Maïak est "une des 42 villes [...] appelées en russe ZATO pour « entités territoriales administratives fermées ». Elle était désignée par l'adresse postale Tcheliabinsk-40 de 1948 à 1966, puis Tcheliabinsk-65 jusqu'en 1994, avant d'être renommée Oziorsk.

## Contexte

### Une construction à la hâte motivée par la course aux armements
Après la Seconde Guerre mondiale, l'Union des républiques socialistes soviétiques accélère sa course au développement d'armes nucléaires grâce à l'espionnage, dont seront accusés en particulier les époux Ethel et Julius Rosenberg. L'URSS fait face à un retard technique sur les États-Unis dans le développement et la mise au point d'armes nucléaires, qui ont été utilisées pour la première fois contre le Japon, à Hiroshima et Nagasaki en 1945. Dans le cadre du projet de bombe atomique soviétique, l'URSS se lance alors dans l'urgence dans un programme de recherche et développement dans le but d'obtenir une quantité suffisante d'uranium et de plutonium de qualité militaire. Le complexe nucléaire Maïak est très rapidement construit entre 1945 et 1948. Les physiciens soviétiques en physique nucléaire chargés du projet prennent des décisions peu judicieuses en matière de sécurité. L'impact écologique de la construction du site n'est, au début, pas non plus pris en compte. Par exemple, les premières années, le complexe ne stocke pas les déchets liquides hautement radioactifs qu'il génère, mais les rejette dans les lacs à proximité et dans la rivière Tetcha, laquelle se déverse dans le fleuve Ob, qui se jette à son tour dans l'océan Arctique. Plus tard, le lac Karachaï sera utilisé comme lieu d'entreposage à l'air libre des déchets radioactifs liquides.
Un site d'entreposage pour déchets nucléaires liquides est construit vers 1953. Il comprend des réservoirs en acier enveloppés de béton, le tout enterré à 8,2 mètres de profondeur. À cause du taux élevé de radiations, les déchets ont une température élevée qui est provoquée par la chaleur de désintégration (même si une réaction en chaîne n'est pas possible). Pour cette raison, un système de refroidissement de vingt réservoirs est construit autour de chaque dépôt. Les systèmes de surveillance et de contrôle des systèmes de refroidissement sont insuffisants.

### Une catastrophe qui n'est pas isolée
La catastrophe de Kychtym de 1957 est le premier accident nucléaire majeur en URSS, remarquable par l'étendue de la pollution générée par l'explosion. Toutefois, le complexe militaro-industriel Maïak rejette des déchets radioactifs dès sa création. Les déversements de déchets nucléaires dans les eaux et les sols environnants se font progressivement, de manière continue entre 1949 et 1951. Cette contamination prolongée de l'eau employée par le complexe Maïak, avant même l'explosion du 29 septembre 1957, n'est pas moins désastreuse pour l'environnement : « En 1949-1951, la majeure partie des radionucléides ont été largués : environ 12 PBq de strontium-90, 13 PBq de césium-137, 106 PBq de radionucléides à courte durée de vie »[source secondaire souhaitée]. L'eau du lac Kysyltash, utilisée pour refroidir les cuves contenant les déchets radioactifs, y retourne sans être traitée. À partir de 1951, l'eau polluée est collectée et entreposée dans le lac Karatchaï, connu comme le lac le plus pollué au monde.
Plus tard, en 1967, une tempête de sable sur le lac Karatchaï transporte une poussière radioactive dans la région. En 2004, un nouveau déversement de déchets radioactifs, cette fois accidentel, survient à Maïak et contamine la Tetcha.

## Explosion
En septembre 1957, le système de refroidissement de l'un des réservoirs, qui contenait entre 70 et 80 tonnes de déchets nucléaires, tombe en panne. La température du réservoir s'élève, ce qui provoque une explosion chimique des déchets secs (principalement du nitrate d'ammonium et des acétates). L'explosion, dont la puissance estimée équivaut à celle de l'explosion de 70 à 100 tonnes de TNT, projette dans les airs le couvercle en béton, d'une masse de 160 tonnes.
La radioactivité résultant de l'explosion était estimée initialement entre 2 et 50 MCi, mais a été réévaluée ensuite à environ 740 PBq (20 MCi) dont 10 % soit 74 PBq ont été dispersés dans l'atmosphère,,.
Dans les 10 à 11 heures suivantes, un nuage radioactif progresse vers le nord-est jusqu'à une distance de 300 à 350 kilomètres du lieu de l'explosion. Les retombées radioactives provoquent une contamination à long terme d'une région dont la superficie est de 800 km2. Les retombées radioactives ont été longtemps considérées comme surtout constituées de césium 137 et de strontium 90, cependant les dernières évaluations donnent une répartition de 66 % de cérium 144, 25 % de zirconium 95, 5,4 % de strontium 90, 3,7 % de ruthénium 106, et 0,35 % de césium 137. Cette région est souvent appelée « VOuRS » (ВУРС, Vostotchno-Ouralskiï Radioactivnyï Sled, soit « Empreinte radioactive de l'Oural oriental »).

## Conséquences et révélations

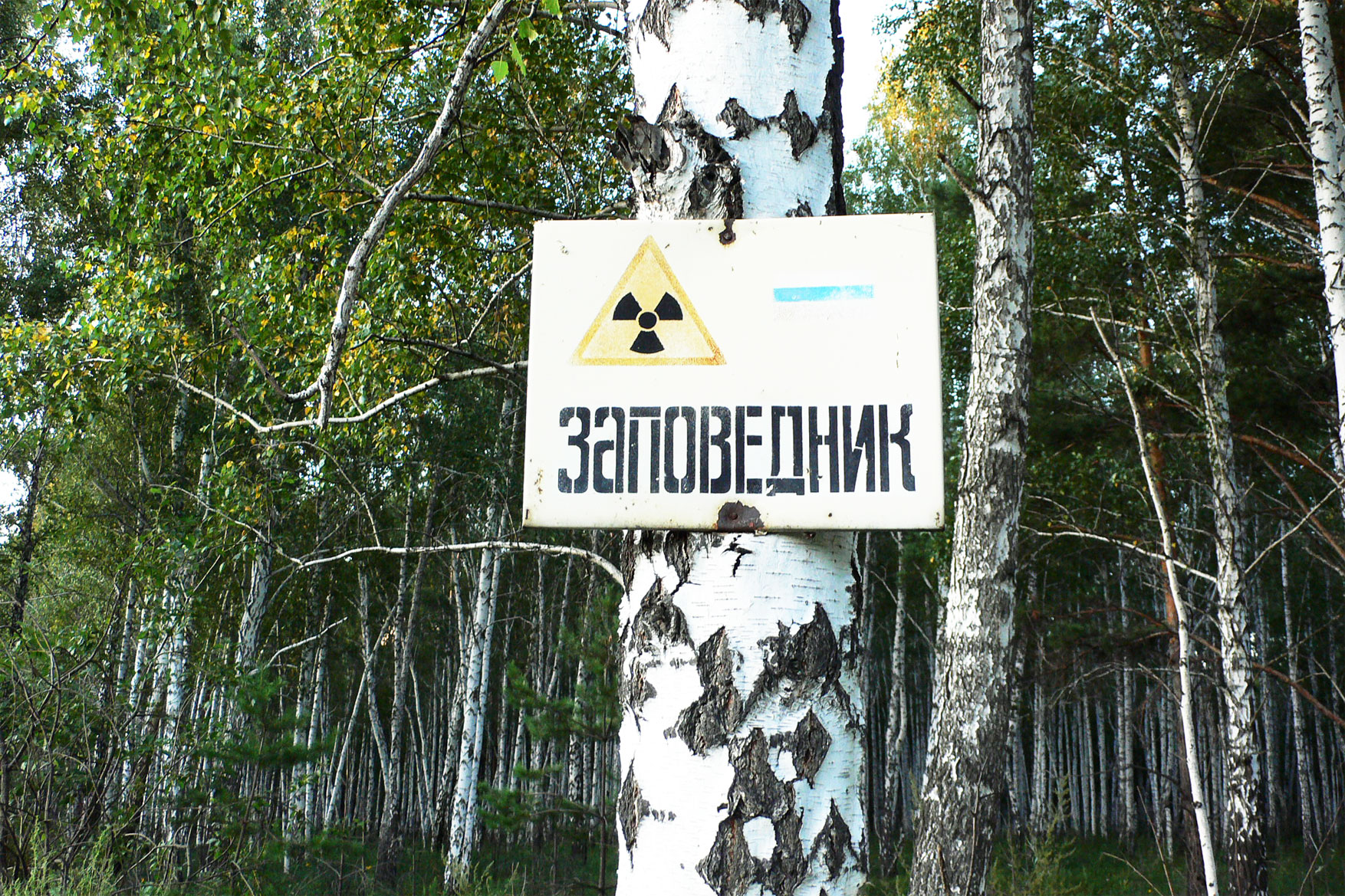
Panneau de signalisation de la zone contaminée.

### Dans les jours qui suivent
À cause du secret entourant le site, les populations des zones touchées ne sont pas averties de l'explosion et de ses conséquences. Une semaine plus tard, le 6 octobre, une opération d'évacuation commence pour 10 000 personnes de la région touchée, mais aucune raison officielle n'est donnée. Les personnes « devinrent de plus en plus hystériques à propos des conséquences d'un mal mystérieux qui les frappait. Les victimes perdaient la peau du visage, des mains et d'autres parties exposées, ». En revanche, des villages comme celui de Tatarskaya Karabolka, pourtant dans la zone irradiée, ne sont pas évacués. Les médecins ont interdiction d'évoquer le sujet dans les rapports médicaux.

### Révélations et reconnaissance dans les années 1970-1980
En 1968, le gouvernement soviétique crée la réserve naturelle de l'Oural Est, région inaccessible sans autorisation, qui comprend la totalité du VOuRS.
Ce n'est qu'en 1976 que le biochimiste soviétique Jaurès Medvedev, dissident exilé au Royaume-Uni, révèle, dans un article de la revue New Scientist, les premières informations sur l'explosion. En 1979, il publie un livre plus détaillé sur ses recherches, Nuclear Disaster in the Urals. L’Académie des sciences d'URSS reconnaît officiellement l’accident en 1988.
Même si le gouvernement soviétique occulta l'étendue du désastre, certaines personnes parvinrent à estimer que 200 personnes moururent de cancers dus à l'exposition directe aux radiations. Selon un rapport de Greenpeace de 2017, « jusqu’à 20 000 personnes sont officiellement considérées comme ayant été affectées par les conséquences de la catastrophe de 1957 et des activités du complexe nucléaire Maïak ». Pour réduire la propagation de la contamination radioactive consécutive à l'explosion, la terre contaminée fut ramassée et stockée dans des sites clôturés qui furent appelés « cimetières de la Terre, ».
Selon Gyorgy, qui a invoqué le Freedom of Information Act américain pour obtenir des informations de la CIA, cette dernière était au courant depuis 1957 de l'explosion, mais avait tenu secrètes ces informations dans le but de prévenir des conséquences fâcheuses sur l'industrie nucléaire américaine naissante. C'est en 1990 que le gouvernement soviétique a déclassé les documents relatifs au désastre.

### Évolution de la radioactivité
Au début du XXIe siècle, le niveau de radiation à Oziorsk même, d'environ 0,1 mSv par an, est inoffensif. Cette ville d’environ 80 000 habitants demeure soumise à un régime spécial en raison de l’existence du site de Maïak : comme une vingtaine d’autres villes en Russie, elle est fermée aux non-résidents. Même si officiellement la région du VOuRS est sûre au plan sanitaire, des méfiances subsistent. Dans le village de Muslimovo, situé à 30 kilomètres du complexe nucléaire Maïak, le nombre de cancers est 3,6 fois plus élevé que dans le reste de la Russie et les anomalies génétiques 25 fois, selon le rapport établi en 2017 par Jan Haverkamp, expert en énergie nucléaire pour Greenpeace.

## Culture populaire
La catastrophe de Kychtym est décrite en détail par l'écrivain Stephen King dans son livre Les Tommyknockers paru en 1987. L'accident est évoqué par le héros, Jim Gardener, professeur de poésie contemporaine et militant antinucléaire.
La pièce de théâtre de Fabrice Murgia et Dominique Pauwels La Mémoire des arbres raconte cette tragédie.
Dans son roman Atomka, paru en 2012, Franck Thilliez fait allusion à cet accident.

### Traductions de
1. ↑  (en) « grew hysterical with fear with the incidence of unknown 'mysterious' diseases breaking out. Victims were seen with skin 'sloughing off' their faces, hands and other exposed parts of their bodies »
2. ↑  (en) « graveyards of the earth »

### Émission de Radio
- Fabrice Drouelle, « 29 septembre 1957, l’accident nucléaire de Maïak ou le silence atomique soviétique » [audio], sur Radio France,France Inter, Affaires sensibles, 1er décembre 2023 (consulté le 1er décembre 2023).